# گروه فاو

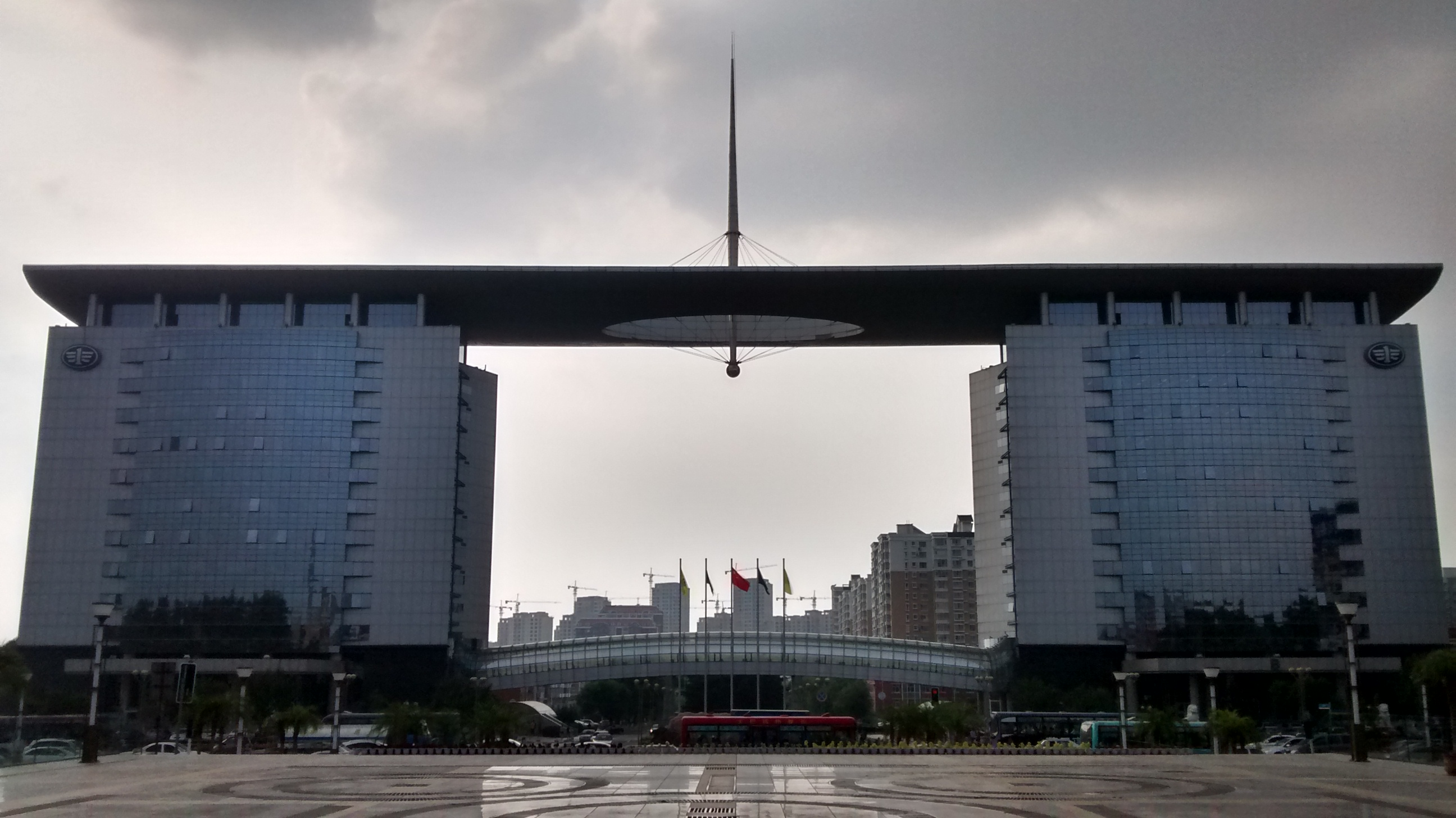
ساختمان گروه فاو

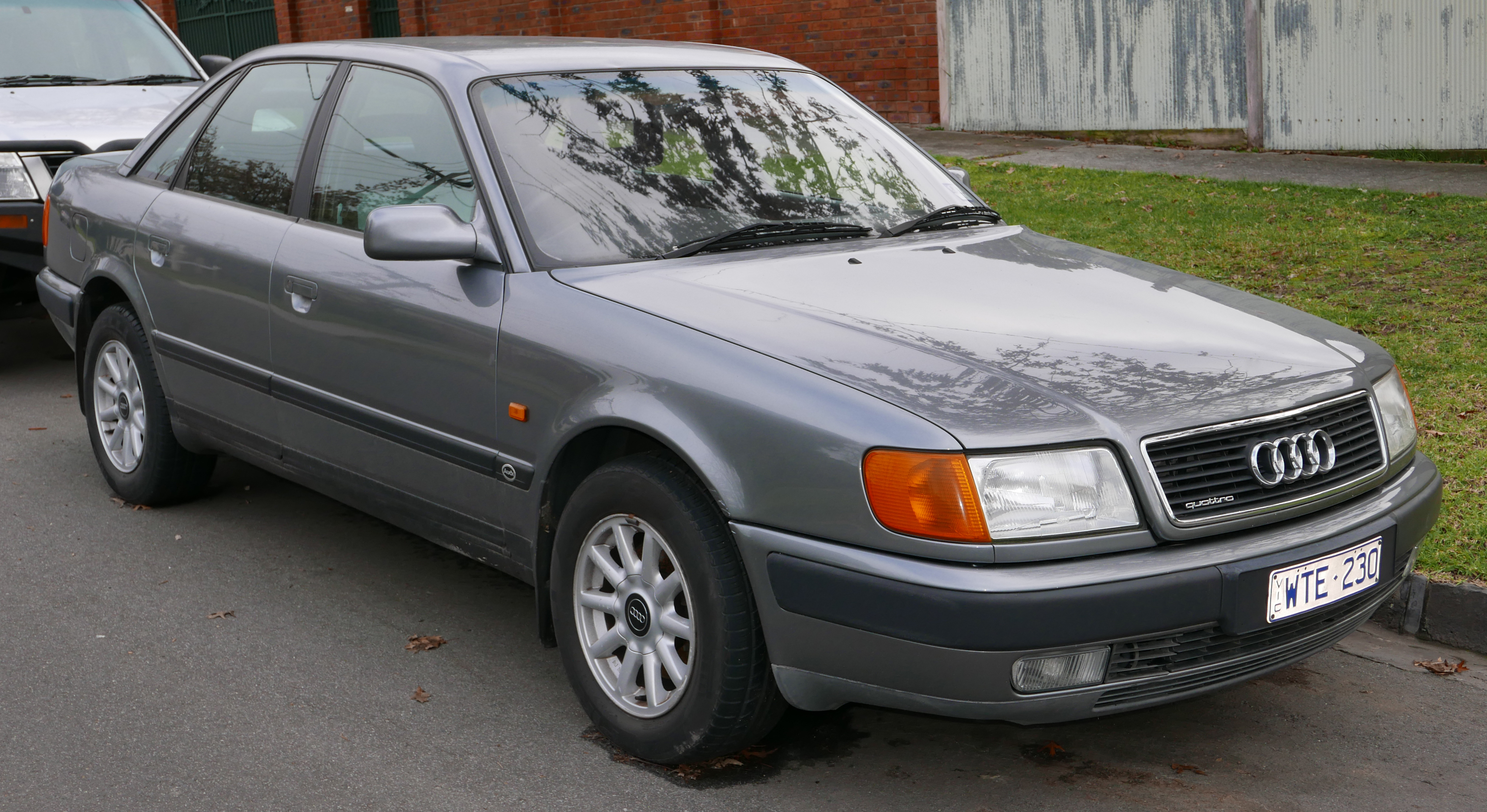
آئودی تولید شده گروه فاو

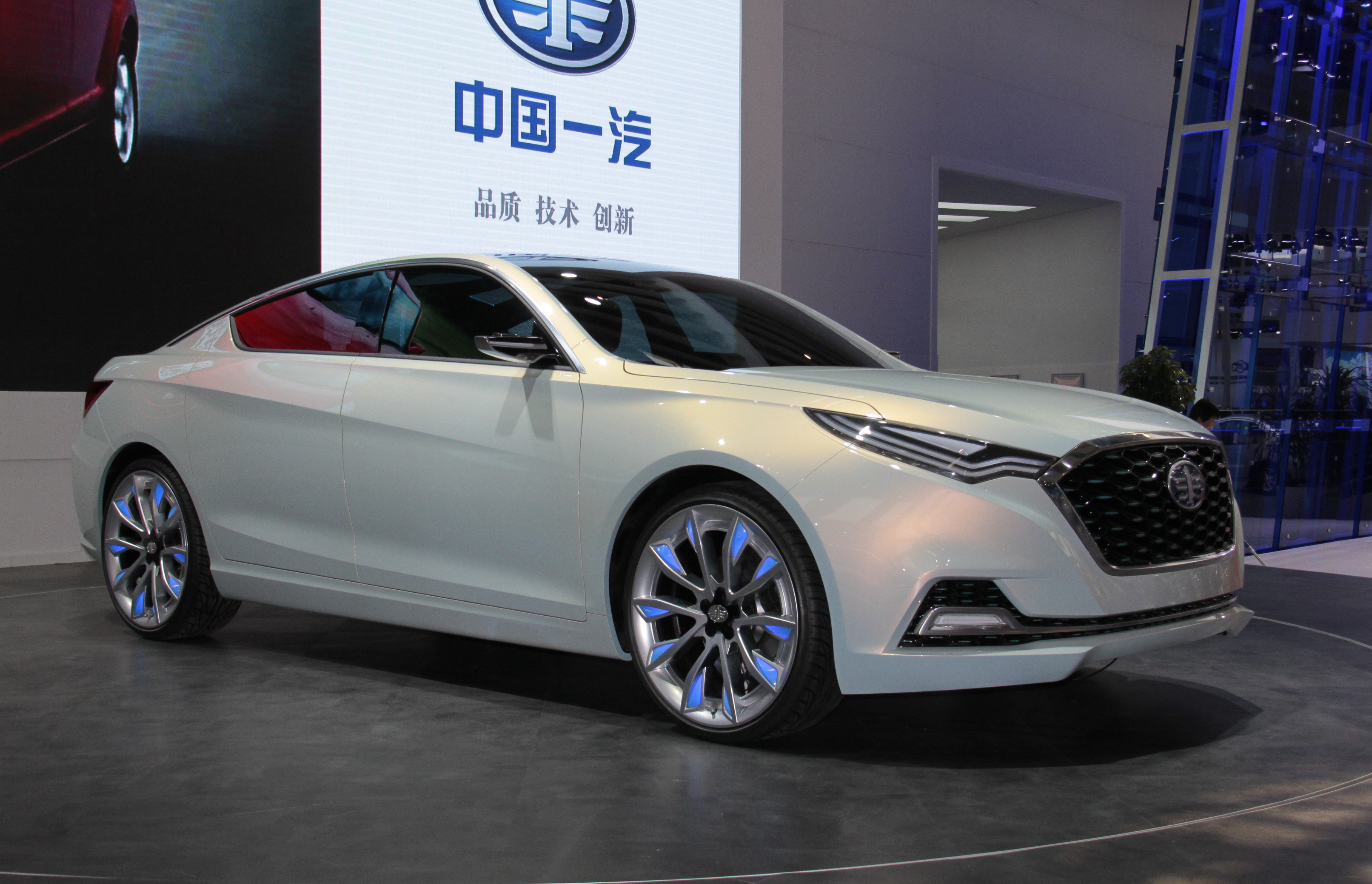
فاو بسترن پی

گروه فاو (نویسه‌های چینی سنتی:第一汽車集團؛ پین‌یین:Dìyī Qìchē Jítuán) (به انگلیسی: FAW Group) (مخفف First Automotive Works) شرکت خودروسازی دولتی چینی است، که مقر آن در چانگچون است.
گروه فاو در زمینه تولید انواع خودرو، اتوبوس‌های لوکس، خودرو گردشگری، اتوبوس، کامیون‌های سبک، متوسط و سنگین، همچنین ساخت قطعات خودرو فعالیت می‌کند. شرکت‌های تابعه این گروه، شامل ۱۲ شرکت می‌باشند.
گروه فاو در سال ۱۹۵۸ به عنوان اولین و بزرگترین سازنده خودروهای مسافری چین فعالیت خود را آغاز کرد. در سال ۲۰۰۹، این شرکت بزرگترین شرکت تولید ماشین آلات صنعتی و دومین شرکت بزرگ خودروسازی چین محسوب شد.
فاو در حال حاضر با فولکس واگن، جنرال موتورز، آئودی، دایهاتسو، و مزدا همکاری نزدیک دارد و با این شرکت‌ها مشارکت‌های نزدیک داشته و با قراردادهای متعدد خودروهای این شرکت‌ها را در چین مونتاژ می‌کند. فاو با داشتن ۱۲۰۰۰۰ کارمند در سراسر جهان محصولات خود را در بیش از ۷۰ کشور به فروش می‌رساند.
روسیه و اردن مقصد کامیون‌های سنگین گروه فاو و مصر، مکزیک، روسیه، عراق، ایران، آفریقای جنوبی، دانمارک، کنیا، پاکستان، امارات و اروگوئه کشورهای مقصد خودروهای شهری فاو هستند.
کارخانجات تولیدات داخلی، شرکت‌های تابعه، توسعه مهندسی و مراکز آزمون گروه فاو در هجده نقطه از کشور چین واقع شده‌است.

## برندها
- بسترن
- هونگ کی
- داریو
- هایما
- هوالی دافا
- فاو جی فانگ
- فاو جیلین
- اولی
- پنگ ژیانگ
- شنلی
- یوآن ژنگ
- تیانجین فاو

شرکت فاو تولیدکننده ماشین آلات سنگین حمل و نقل انواع کامیون کشنده، کمپرسی و کامیونت از محصولات و ماشین‌های سنگین این شرکت می‌توانیم به کامیون کشنده دو محور و تک محور فاو اشاره کرد، کامیونت‌های ۶ تن، ۵ تن و ۱۸ تن از ماشین‌های نیمه سنگین باری ساخته شده توسط فاو است.

## محصولات فاو در ایران
محصولات گروه فاو در ایران به کامیون‌های سنگین، کامیون‌های نیمه سنگین، خودروهای سواری دسته‌بندی می‌شوند. مدل‌های وارد شده و موجود در بازار داخلی ایران محدود می‌باشد.
کامیون کشنده تک محور، کامیون کشنده دو محور فاو در ایران که دارای ۲ مدل هستند.
کامیونت فاو ۶ تن کامیونت فاو ۸ تن و ۱۸ تن که دارای ۳ مدل کامیونت در ایران است.
خودروهای سواری به نام فاو بسترن و هایما تنها دو خودرو سواری است، که به بازار داخلی ایران راه یافته‌است.

## سرمایه‌گذاری مشترک خارجی

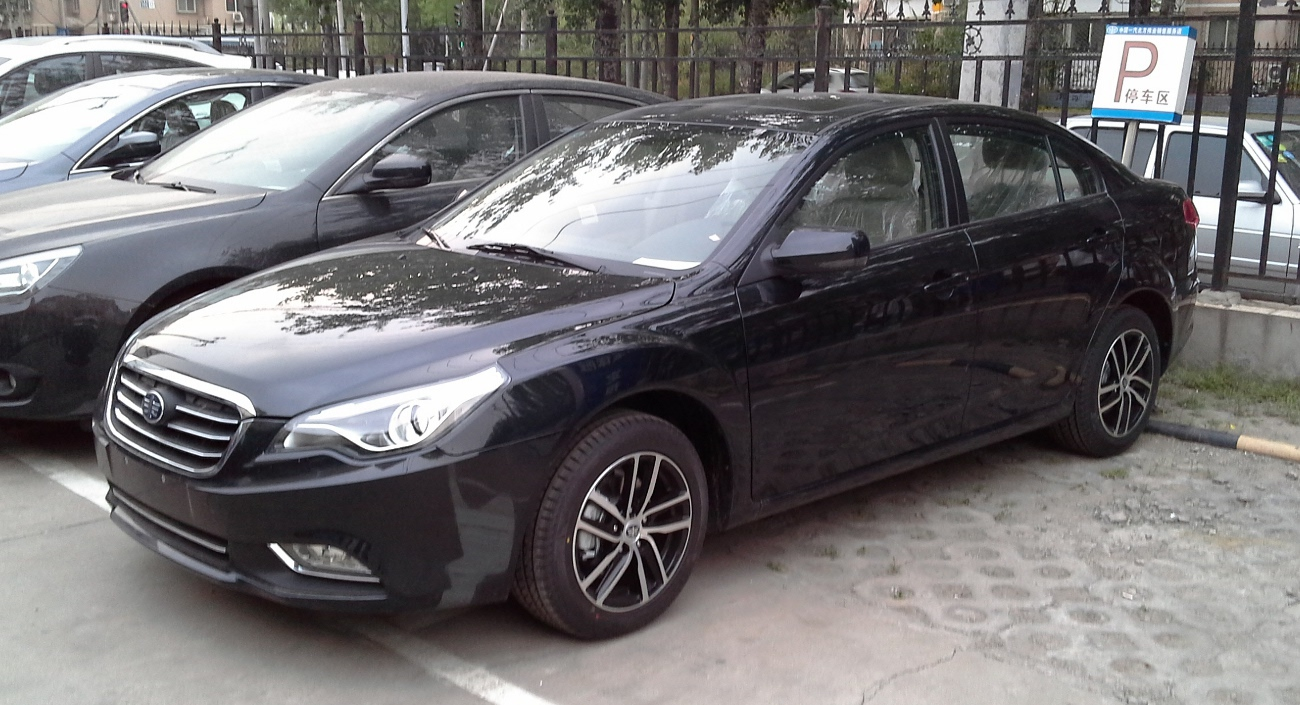
بسترن بی ۵۰ فیس لیفت

- فاو-فولکس‌واگن
- سیچوان فاو تویوتا موتور
- آئودی
- جنرال موتورز
- مزدا